# LibJIT
Libjit — библиотека для JIT-компиляции, позволяет компилировать фрагменты байт-кода в машинный код во время исполнения программ.
Первоначально создана Ризом Везерли и Норбертом Боллоу для Фонда свободного программного обеспечения в рамках проекта DotGNU. Позже Libjit разрабатывался Кириллом Кононенко, Клаусом Трейчелом, Алексеем Демаковым. Дизайн библиотеки Libjit содержит обширный набор средств, которые заботятся о процессе компиляции во время выполнения программы, не связывая программиста с языком или специфическими особенностями байт-кода. В отличие от других систем, таких как JVM, .NET и Parrot, LibJIT — это фундамент для создания большого числа виртуальных машин, динамических скриптовых языков. LibJIT является менее функциональным аналогом LLVM. Большая часть работы над компилятором на лету касается арифметики, преобразования типов, записи и чтения из памяти, циклов, проведения анализа графа потока данных, распределения регистров и генерации выполняемого машинного кода. Только очень малая часть работы касается языковых специфических особенностей. Цель проекта LibJIT состоит в том, чтобы обеспечить набор средств компиляции на лету, не связывая программиста с языковыми специфическими особенностями.
Проект LibJIT развивался с 2004 по 2008 год.